# 집경전
집경전(集慶殿)은 지금의 경상북도 경주시에 있었던 조선 태조의 진전(眞殿)이다. 진전은 영전(影殿)이라고도 불리며, 어진(御眞) 곧 왕의 초상화를 봉안한 전각을 뜻한다.
태종 10년(1410년)에 전주와 경주, 평양에 태조의 어진을 모실 전각을 짓고 어용전(御容殿)이라 했으며, 2년 뒤에는 태조진전(太祖眞殿)이라 불렸다. 동왕 14년(1414년)에 의정부의 건의에 따라 경주의 태조진전에 품관 열 명을 2교대로 나누어 시위(侍衛)하게 하고, 당간(堂干) 10명을 하전(下典)으로 정하며 유명일(有名日)에 별제(別祭)를 행하게 하였다.
세종 24년(1442년)에 처음 집경전이라 불리게 되었다. 이듬해인 동왕 25년(1443년)에 태조의 어진영을 봉안하였다. 임진왜란 당시 집경전참봉 홍여율이 집경전의 태조 어진을 빼내어 예안(禮安)의 이황(李滉) 사당으로 옮겼고, 왜란 이후 집경전은 강릉으로 옮겨졌으나 인조(仁祖) 9년(1631년) 화재로 소실되었다. 경주의 집경전은 건물의 석축과 정조(正祖) 20년(1796년)에 세워진 집경전구기비(集慶殿舊基碑)만 남아 있다.

## 같이 보기
- 전주 경기전 (사적 제339호)